# Yulia Sokolovska
Yulia Serhiyivna Sokolovska (ucraniano: Юлія Сергіївна Соколовська; 2 de abril de 1985)
es una activista, funcionaria y política ucraniana que desde el 12 de marzo de 2020 ejerce como subdirectora de la Oficina del Presidente de Ucrania responsable de asuntos sociales.

## Biografía
Sokolovska estudió en la Universidad Económica Nacional de Kiev (2007). También se graduó de la Academia Nacional de Administración del Estado (2016).
En 2007, inició una carrera en el sector privado. En 2009, comenzó a trabajar en la Administración Estatal de la ciudad de Kiev. De 2014 a 2015 dirigió el Departamento de Gestión de Documentos del Ministerio de Desarrollo Económico y Comercio. Posteriormente, entre 2015 y 2016, se desempeñó como Directora del Departamento de Gastos del Presupuesto Social del Ministerio de Hacienda y de 2016 a 2017 dirigió el Departamento de Planificación Estratégica y Coordinación de la Política de Estado de la Secretaría de Gabinete de Ministros.
El 29 de agosto de 2019, fue nombrada ministra de Política Social de Ucrania en el Gobierno de Oleksiy Honcharuk. Cuando este Gobierno cayó y fue sustituido, el 4 de marzo de 2020 por el Gobierno de Denís Shmihal, no ocupó su cargo en el nuevo Gobierno.
El 12 de marzo de 2020, fue nombrada jefa adjunta de la Oficina del Presidente de Ucrania (del presidente Volodímir Zelenski) responsable de asuntos sociales.